# Cerkiew św. Dymitra z Rostowa w Odessie
Cerkiew św. Dymitra z Rostowa – prawosławna cerkiew w Odessie, w jurysdykcji eparchii odeskiej Ukraińskiego Kościoła Prawosławnego Patriarchatu Moskiewskiego.

## Historia
Cerkiew została zbudowana na koszt miasta, za łączną sumę 25 tys. rubli, w celu upamiętnienia zmarłego w 1883 arcybiskupa chersońskiego i odeskiego Dymitra. Budynek znajduje się na terenie Nowego Cmentarza w Odessie. Kamień węgielny pod budowę cerkwi poświęcił 14 lipca 1885 biskup chersoński i odeski Nikanor.
Autorem projektu budowli był Gieorgij Dmitrijenko, który opracował plan cerkwi w stylu bizantyjsko-rosyjskim w wariancie jarosławskim. W 1887 cerkiew była gotowa i przystąpiono do prac nad jej wyposażeniem, które pochłonęły dalsze 20 tys. rubli i trwały rok. Powstała wtedy zdobiona mozaiką podłoga oraz ikonostas z sześcioma ikonami przedstawiającymi świętych, których wspomnienia przypadały w dni szczególnie ważne w życiu zmarłego arcybiskupa Dymitra. 1 października 1888 biskup chersoński Nikanor poświęcił gotowy obiekt.  
Cerkiew pozostawała czynna przez cały czas od momentu otwarcia.

## Związani z cerkwią
W 1936 w cerkwi św. Dymitra służyli dwaj duchowni ogłoszeni następnie świętymi nowomęczennikami: metropolita odeski Anatol oraz archimandryta Gennadiusz (Rebeza).